# Alberto Gaudêncio Ramos
Alberto Gaudêncio Ramos (Belém do Pará, 30 de março de 1915 — Belém do Pará, 26 de novembro de 1991) foi um bispo católico brasileiro, tendo sido o primeiro arcebispo de Manaus e o sétimo de Belém.
Estudou no Colégio Estadual Paes de Carvalho e no Colégio Nossa Senhora de Nazaré, dos Irmãos Maristas; fez seus estudos eclesiásticos em Fortaleza no Seminário da Prainha.
Foi ordenado sacerdote na Catedral Metropolitana de Belém, por Dom Antônio de Almeida Lustosa (1886-1974), no dia 1º de outubro de 1939. Foi secretário de Dom Jaime Cardeal de Barros Câmara e vigário-geral de Dom Mário de Miranda Vilas-Boas.

## Bispo do Amazonas
Em 30 de agosto de 1948, aos 33 anos de idade, foi eleito Bispo da Diocese do Amazonas.
Foi ordenado bispo no dia 1 de janeiro de 1949, na Catedral de Belém, pelas mãos de Dom Jaime Cardeal de Barros Câmara, Dom Mário de Miranda Vilas-Boas e Dom Anselmo Pietrulla.
No dia 16 de fevereiro de 1952, por meio da bula Ob Illud do Papa Pio XII, erige-se a Província Eclesiástica de Manaus, desmembrando-a totalmente da Província Eclesiástica de Belém do Pará. Ato contínuo, o bispo do Amazonas passa à dignidade de Arcebispo de Manaus. Dom Alberto será então, nesta época, o arcebispo mais jovem do mundo, aos 36 anos. Em 1957 é designado para a Arquidiocese de Belém do Pará.

### Sucessão
Dom Alberto Ramos foi o sétimo bispo do Amazonas e o primeiro Arcebispo de Manaus, sucedeu a Dom João da Matha de Andrade e Amaral (1898-1954) e teve como sucessor Dom João de Sousa Lima (1913-1984).

## Arcebispo de Belém do Pará
A 9 de maio de 1957, Alberto Ramos foi nomeado arcebispo de Belém do Pará, sendo o segundo paraense e o único belenense a ocupar o sólio arquiepiscopal de Belém.
Homem erudito, grande orador sacro, foi membro da Academia Paraense de Letras, do Instituto Histórico e Geográfico do Pará e do Conselho de Cultura do Pará.
Participou do Concílio Ecumênico Vaticano II. Registrou fatos e crônicas do Concílio em um jornal-mural denominado "O Conciliábulo". Aplicou as normas do Concílio na Arquidiocese de Belém e realizou inúmeras atividades pastorais de relevo.
Renunciou à Arquidiocese, conforme a norma canônica, aos 75 anos, no dia 4 de julho de 1990. Faleceu em 1991, foi enterrado na Catedral onde foi batizado, ordenado presbítero e bispo.

### Sucessão
Dom Alberto Gaudêncio Ramos foi o sétimo Arcebispo de Belém do Pará, sucedeu a Dom Mário de Miranda Vilas-Boas e teve como sucessor Dom Vicente Joaquim Zico, CM.

## Ordenações episcopais
Dom Alberto Ramos foi o principal celebrante das seguintes ordenações episcopais:
- Milton Corrêa Pereira
- Ângelo Frosi, SX
- Alano Maria Pena, OP
- Martinho Lammers, OFM
- José Luis Azcona Hermoso, OAR

Foi concelebrante da ordenação episcopal de:
- José Nepote-Fus, IMC
- Joaquim de Lange, CSSp
- Tiago Miguel Ryan, OFM
- José (Giuseppe) Maritano, PIME
- Angelo Maria Rivato, SJ
- Tomás Balduíno, OP
- Patrício José Hanrahan, CSSR
- Miguel Maria Giambelli, B
- Erwin Kräutler, CPpS
- Lino Vomboemmel, OFM